# Josef Menke (Fußballspieler)
Josef Menke (* 3. September 1959 in Gersten) ist ein ehemaliger deutscher Fußballspieler und -trainer.

## Karriere
1987 wechselte Menke, nachdem er 1986 zum Oberliga-Fußballer des Jahres gekürt worden war, vom VfL Herzlake zum damaligen Zweitligisten SV Meppen. Er wurde 1990 zum „Sportler des Jahres im Emsland“ und 1994 zu Niedersachsens Fußballer des Jahres gewählt. Der Mittelfeldspieler bestritt bis 1997 insgesamt 246 Zweitligapartien für den SVM, in denen er 50 Tore erzielte. Nach seinem Karriereende arbeitete Menke unter anderem als Co-Trainer der ersten Mannschaft des SV Meppen.
Bis 2012 war er zusammen mit Robert Thoben Co-Trainer der zweiten Herren-Mannschaft des SV Meppen.